# Helen Alma Newton Turner
Helen Alma Newton Turner (15 de mayo de 1908 - 26 de noviembre de 1995) fue un genetista y estadística australiana. Fue una autoridad líder en genética ovina y trabajó en la Organización de Investigación Científica e Industrial de la Commonwealth (CSIRO) durante 40 años.

## Biografía
Helen Alma Newton Turner nació en Sydney, Nueva Gales del Sur, Australia, el 15 de mayo de 1908. Recibió su Licenciatura en Arquitectura en 1930 y se graduó con honores en la Universidad de Sydney. Trabajó brevemente en la oficina de un arquitecto antes de ocupar el puesto de secretaria de Ian Clunies Ross en el Laboratorio de Salud Animal McMaster del Consejo de Investigación Científica e Industrial (ahora Organización de Investigación Científica e Industrial de la Commonwealth) en 1931.  Desarrolló un interés por la estadística y Ross organizó su formación en el Reino Unido con los estadísticos Frank Yates y Ronald Fisher.  Regresó a CSIRO en 1939 como consultora estadística en la División de Producción y Salud Animal de la agencia. Newton Turner formó el Ejército Terrestre de Mujeres Universitarias con la bióloga marina Isobel Bennett en 1940. Fue estadística del Departamento de Seguridad del Hogar en Canberra en 1942 y del Departamento de Mano de Obra en Sydney de 1943 a 1944. Trabajó como estadística hasta aproximadamente 1945 y en 1946 se convirtió en oficial técnica de la División de Producción y Sanidad Animal. En 1956, Newton Turner fue nombrado científico investigador principal de la División de Genética Animal de CSIRO y dirigió la investigación sobre cría de ovejas. Recibió su doctorado en Ciencias de la Universidad de Sydney en 1970 y continuó en la División de Genética Animal en 1976. Newton Turner introdujo enfoques objetivos y basados en mediciones para la cría de ovejas y utilizó la genética cuantitativa para mejorar la calidad de la lana y la producción de las ovejas merinas. Desde finales de los años 1960 hasta finales de los 1980, viajó, evaluando programas de desarrollo ovino en todo el mundo. La Asociación para el Avance de la Genética y la Cría Animal estableció la Medalla Helen Newton Turner en 1993.  Murió el 26 de noviembre de 1995 en Sydney. 

## Premios

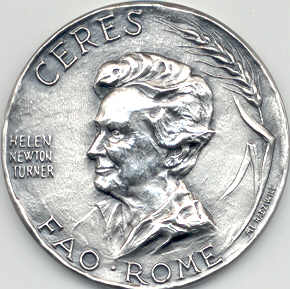
Anverso de Plata Turner CERES2 de la FAO

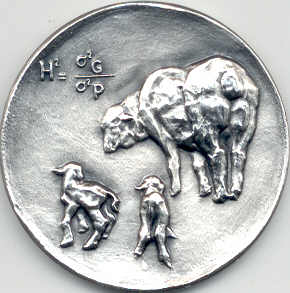
FAO CERES2 Turner Plata Reverso

- 1953 – Medalla de Coronación de la Reina Isabel II
- 1974 – Medalla en memoria de Farrer
- 1977 – Oficial de la Orden del Imperio Británico (OBE)
- 1980 – Medalla Ceres de la FAO
- 1985 – Medalla de Rotary a la Excelencia Vocacional
- 1987 – Oficial de la Orden de Australia (AO)